# Synagoge (Bonfeld)
Die Synagoge in Bonfeld, heute ein Stadtteil von Bad Rappenau im Landkreis Heilbronn, wurde um 1780 erbaut und 1938 zerstört.

## Geschichte
Die Jüdische Gemeinde Bonfeld erlebte in der zweiten Hälfte des 18. Jahrhunderts eine starke Zunahme ihrer Mitgliederzahl. Deshalb wurde um 1780 eine Synagoge errichtet. Sie bestand aus zwei Räumen im ersten Stock eines Wohnhauses auf dem heutigen Grundstück Rappenauer Straße 4. Auch als von 1832 bis 1865 die jüdische Gemeinde Bonfeld eine Filialgemeinde der Jüdischen Gemeinde Massenbachhausen war, wurde regelmäßig der Gottesdienst in der Bonfelder Synagoge abgehalten, da Massenbachhausen zwei Stunden entfernt lag.

## Nationalsozialistische Verfolgung
Beim Novemberpogrom 1938 wurde die Inneneinrichtung der Synagoge durch SA-Männer zerstört und jüdische Männer wurden schwer misshandelt. Nach dem November 1938 wurde das Synagogengebäude verkauft und abgebrochen.